# Preciosa perla
Joia Rara (En Español: Preciosa Perla) es una telenovela brasileña producida y emitida por TV Globo desde el 16 de septiembre de 2013, sustituyendo a Flor del Caribe. 
Escrita por Duca Rachid, Thelma Guedes y Thereza Falcão, con la colaboración de Manuela Dias, Luciane Reis, Camila Guedes, Alessandro Marson y Newton Cannito, dirigida por Paulo Silvestrini, Joana Jabace, Enrique Díaz y Fábio Strazzer, con la dirección general de Amora Mautner sobre núcleo de Ricardo Waddington.
Protagonizada por Bruno Gagliasso, Bianca Bin y Mel Maia, con las participaciones antagónicas de Carmo Dalla Vecchia, Nathalia Dill, y los primeros actores José de Abreu y Ana Lúcia Torre. Cuenta con las actuaciones estelares de Carolina Dieckmann, Domingos Montagner, Mariana Ximenes y Letícia Spiller.
Preciosa Perla fue ganadora en los Premios Emmy a Mejor Telenovela en 2014.

## Sinopsis
La novela cuenta la historia de dos parejas: Franz y Amelia, que se enamoran, a pesar de ser de diferentes clases sociales se casan y de ese amor nace Perla. Yolanda y Mundo, comparten el mismo obstáculo de Franz y Amelia  para ser feliz: el padre de Franz, Ernest. Ernest hará cualquier cosa para separar a Franz de Amelia y tener la custodia de la nieta, y por eso incrimina a Amelia , poniéndola tras las rejas injustamente y hace pensar a su hijo que debe de tener una esposa de su clase social. Con Amelia presa, Franz se casa con Silvia, una misteriosa mujer que había destruido la familia Ernest y ahora está planeando una venganza. Silvia se une a Manfred, hijo bastardo de Ernest y despreciado, y juntos planean desestabilizar a la familia Hauser. Pero no sólo Amelia es víctima de Ernest. El villano se enamora de Yolanda y la obliga a separarse de Mundo, amenazando con dejar a su familia indigente si no acepta su propuesta de matrimonio. Sin alternativas, Yolanda se casa con Ernest y se convierte en Hauser, sufriendo en gran medida a renunciar a su felicidad, pero manteniendo sus principios y su dignidad intacta, incluso viviendo un matrimonio muy infeliz. La luz de esta familia disfuncional es aún Perla, hija de Franz y Amelia. Ella es una niña muy valiosa y especial, un hecho que se puede explicar por los monjes: ella era la reencarnación de Ananda rimbroche. La misión de la perla es enseñar a la gente a amar incondicionalmente, y hará que el corazón de su abuelo se ilumine de ternura y afecto.

## Reparto
| Actor                  | Personaje                               |
| ---------------------- | --------------------------------------- |
| Bruno Gagliasso        | Franz Hauser                            |
| Bianca Bin             | Amélia Fonseca Hauser villano           |
| José de Abreu          | Ernerst                                 |
| Carmo Dalla Vecchia    | Manfred Ducke López                     |
| Mel Maia               | Pérola Fonseca Hauser                   |
| Nathalia Dill          | Sílvia Zampari Lemos                    |
| Mariana Ximenes        | Aurora Lincoln                          |
| Carolina Dieckmann     | Iolanda                                 |
| Domingos Montagner     | Raimundo Fonseca (Mundo)                |
| Ana Lúcia Torre        | Gertrude Ducke                          |
| Caio Blat              | Sonan Gyatso                            |
| Nelson Xavier          | Ananda Rinpoche                         |
| Rafael Cardoso         | Viktor Hauser                           |
| Letícia Spiller        | Lola Gardel                             |
| Fabíula Nascimento     | Matilde Meyer                           |
| Luiza Valdetaro        | Hilda Hauser                            |
| Thiago Lacerda         | Antônio Baldo (Toni)                    |
| Ana Cecília Costa      | Gaia Petra                              |
| Tania Khalill          | Dália Hérnandez                         |
| Ângelo Antônio         | Tenpa Ningpo                            |
| Luis Gustavo           | Apolônio Fonseca                        |
| Giovanna Ewbank        | Cristina                                |
| Tiago Abravanel        | Odilon Mascarenhas                      |
| Reginaldo Faria        | Venceslau López                         |
| Marcos Caruso          | Arlindo Pacheco Leão                    |
| Rosi Campos            | Miquelina Pacheco Leão                  |
| Nicette Bruno          | Santa (Santinha)                        |
| Cláudia Ohana          | Laura Passos                            |
| Miguel Rômulo          | Décio Passos                            |
| Leopoldo Pacheco       | Valter Passos                           |
| Cacau Protásio         | Linda (Lindinha)                        |
| Marcelo Médici         | Joel                                    |
| Luana Martau           | Creotina (Cléo)                         |
| Leandro Lima           | Davi Hérnandez                          |
| Ricardo Pereira        | Fabrício                                |
| Simone Gutierrez       | Serena Fox                              |
| Paula Burlamaqui       | Volpina Soytena                         |
| Juliana Lohmann        | Belmira Pacheco Leão                    |
| Pedro Neschling        | Arlindo Pacheco Leão Filho (Arlindinho) |
| Norma Blum             | Francesca Baldo                         |
| Cristiane Amorim       | Josefine Fonseca (Zefinha)              |
| Cláudia Missura        | Conceição                               |
| Anthero Montenegro     | Benito Duarte                           |
| Sílvia Salgado         | Pilar Duarte                            |
| Aninha Lima            | Zilda                                   |
| Guta Ruiz              | Elisa                                   |
| Ícaro Silva            | Artur                                   |
| Xande Valois           | Otávio Passos (Tavinho)                 |
| Xande Valois           | Giuseppe Baldo                          |
| Jorge Maya             | Cícero                                  |
| Adriano Bolshi         | Rigpa                                   |
| Marcos Damigo          | Rubens                                  |
| Fábio Yoshihara        | Jampa Yonten                            |
| Karine Carvalho        | Rosa                                    |
| Land Vieira            | Isaías                                  |
| Maria Gal              | Margarida                               |
| Adélio Lima            | Josias                                  |
| Michel Gomes           | Curió                                   |
| Glicério do Rosário    | Etelvino                                |
| Renato Góes            | Nuno                                    |
| Vicentini Gomez        | Cavalcante                              |
| Armando Babaioff       | Aderbal Feitosa                         |
| Suely Franco           | Maria do Rosário (Rosarinho)            |
| Adriano Alves          | Norbu                                   |
| João Fernandes         | Peteleco                                |
| Bia Guedes             | Julieta                                 |
| Alexandre Rodrigues    | Josué                                   |
| Joelson Gusson         | Laerte                                  |
| Stella Maria Rodrigues | Marlene                                 |
| Max Lima               | Caetano                                 |
| Dja Marthins           | Bibiana                                 |
| José Araújo            | Eufrásio                                |
| Nicola Lama            | Bauducco                                |
| Élcio Romar            | Salvador Soares da Costa                |
| Juliana Araújo         | Marta da Costa                          |
| Paulo Verlings         | Kléber                                  |
| Rita Porto             | Idalina                                 |
| Mariana Mac Niven      | Catarina Hauser                         |
| Isio Ghelman           | Heitor Zampari                          |
| Rhaisa Batista         | Thereza                                 |
| Sacha Bali             | Eurico Passos                           |
| Marcelo Aquino         | Peçanha                                 |
| Mabel Cezar            | Elvira                                  |
| Vilma Melo             | Fátima                                  |
| Márcio Ehrlich         | Moacir                                  |
| Gustavo Trestini       | Silveira                                |
| Gillray Coutinho       | Batista                                 |
| João Vithor Oliveira   | Ernest Hauser (1ª Fase)                 |
| Júlia Ruiz             | Gertrude (1ª Fase)                      |
| Daniel Blanco          | Irmão de Gertrude (1ª Fase)             |
| Kaik Brum              | Sonan Gyatso (1ª Fase)                  |
| Maria Eduarda Wendling | Pérola Fonseca Hauser (1ª fase)         |
| Mel Maia               | Pérola Fonseca Hauser (2ª Fase)         |
| Glória Menezes         | Pérola Fonseca Hauser (3ª Fase)         |
| Mouhamed Harfouch      | Alessandro Marson (3ª Fase)             |
| Ícaro Silva            | Arthur                                  |
| Guta Ruiz              | Elisa                                   |
| Sílvia Salgado         | Pilar                                   |
| Luana Martau           | Creontina                               |
| Jorge Maya             | Cícero                                  |
| Adriano Bolshi         | Rigpa                                   |
| Marcos Damigo          | Dr. Rubens                              |
| Fábio Yoshihara        | Jampa Yonten                            |
| Karine Carvalho        | Rosa                                    |
| Land Vieira            | Isaías                                  |
| Maria Gal              | Margarida                               |
| Adélio Lima            | Josias                                  |
| Michel Gomes           | Curió                                   |
| Glicério Rosário       | Etelvino                                |
| Renato Góes            | Nuno                                    |
| Adriano Alves          | Norbu                                   |
| João Fernandes         | Peteleco                                |
| Bia Guedes             | Julieta                                 |
| Cristiane Amorim       | Jozefa                                  |
| Mabel Cezar            | Elvira                                  |
| Sacha Bali             | Eurico Passos                           |
| Suely Franco           | Rosario Pacheco Leão (Rosarinho)        |

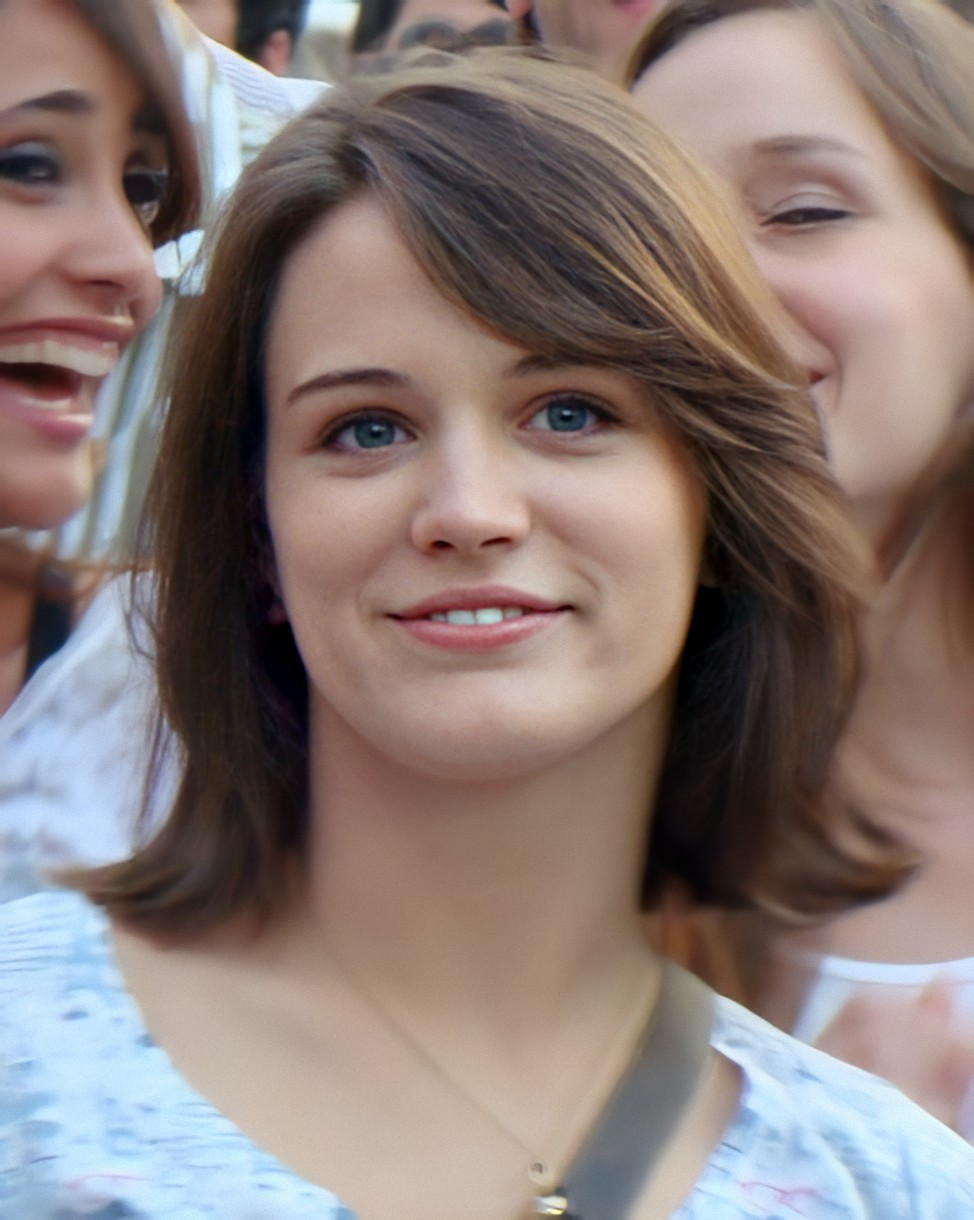
Bianca Bin interpreta a la protagonista Amélia.
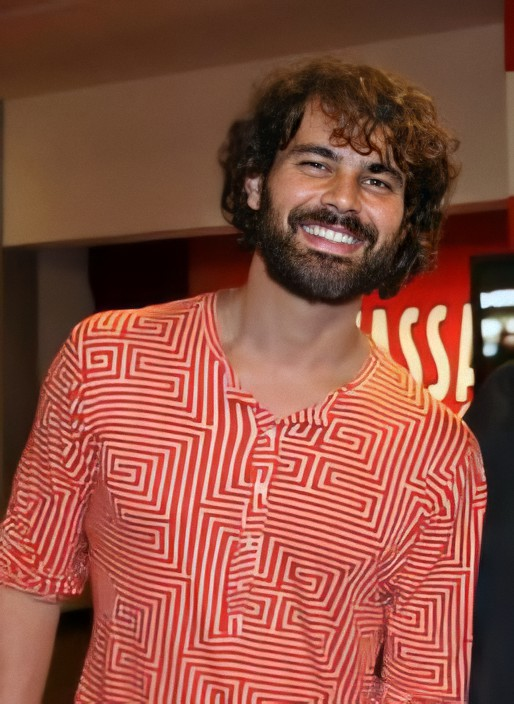
Carmo Dalla Vecchia interpreta al gran villano Manfred.
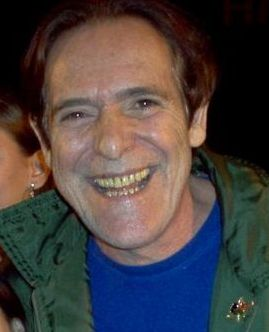
José de Abreu interpreta a Ernest.
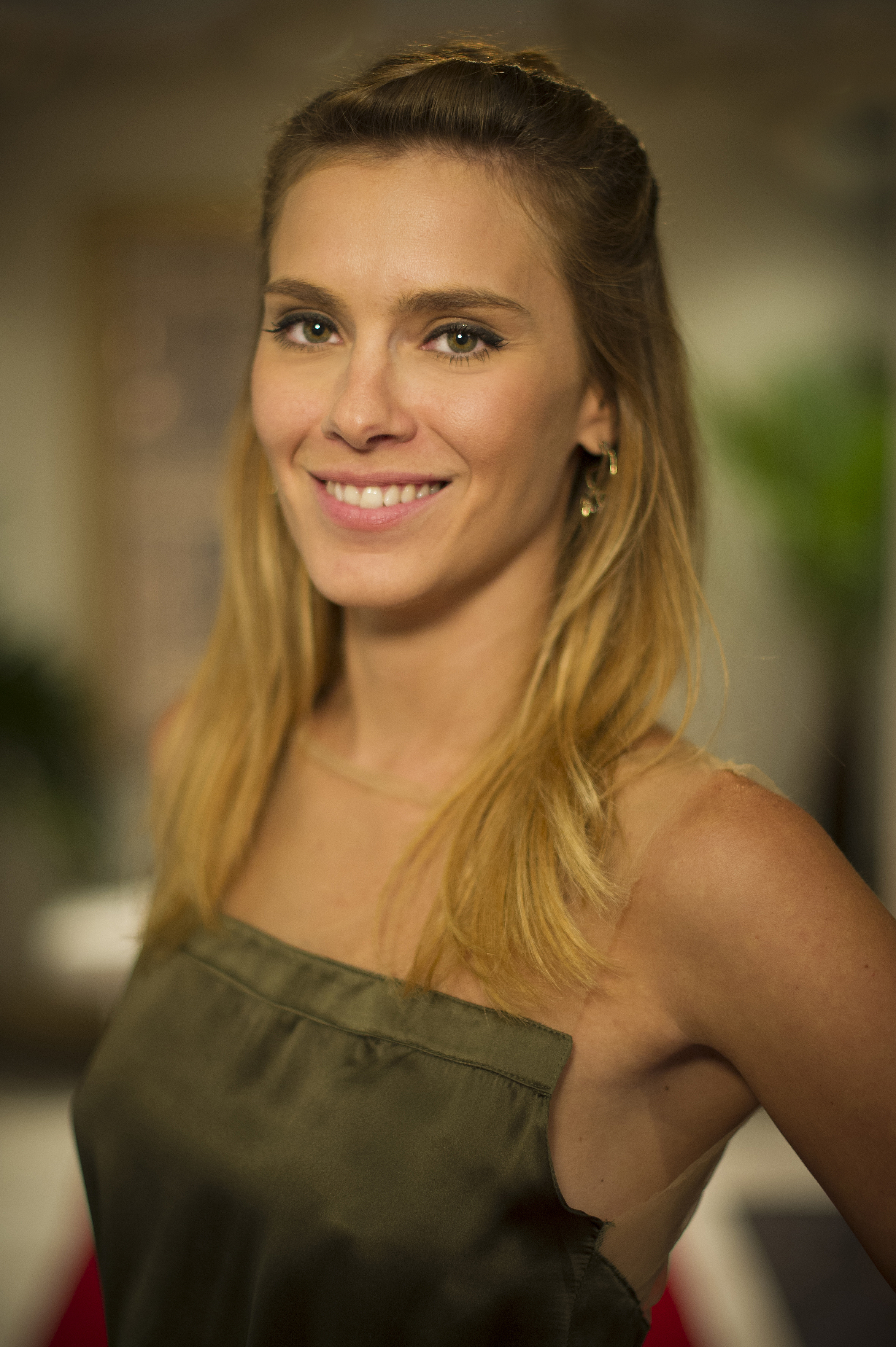
Carolina Dieckmann interpreta a Iolanda.
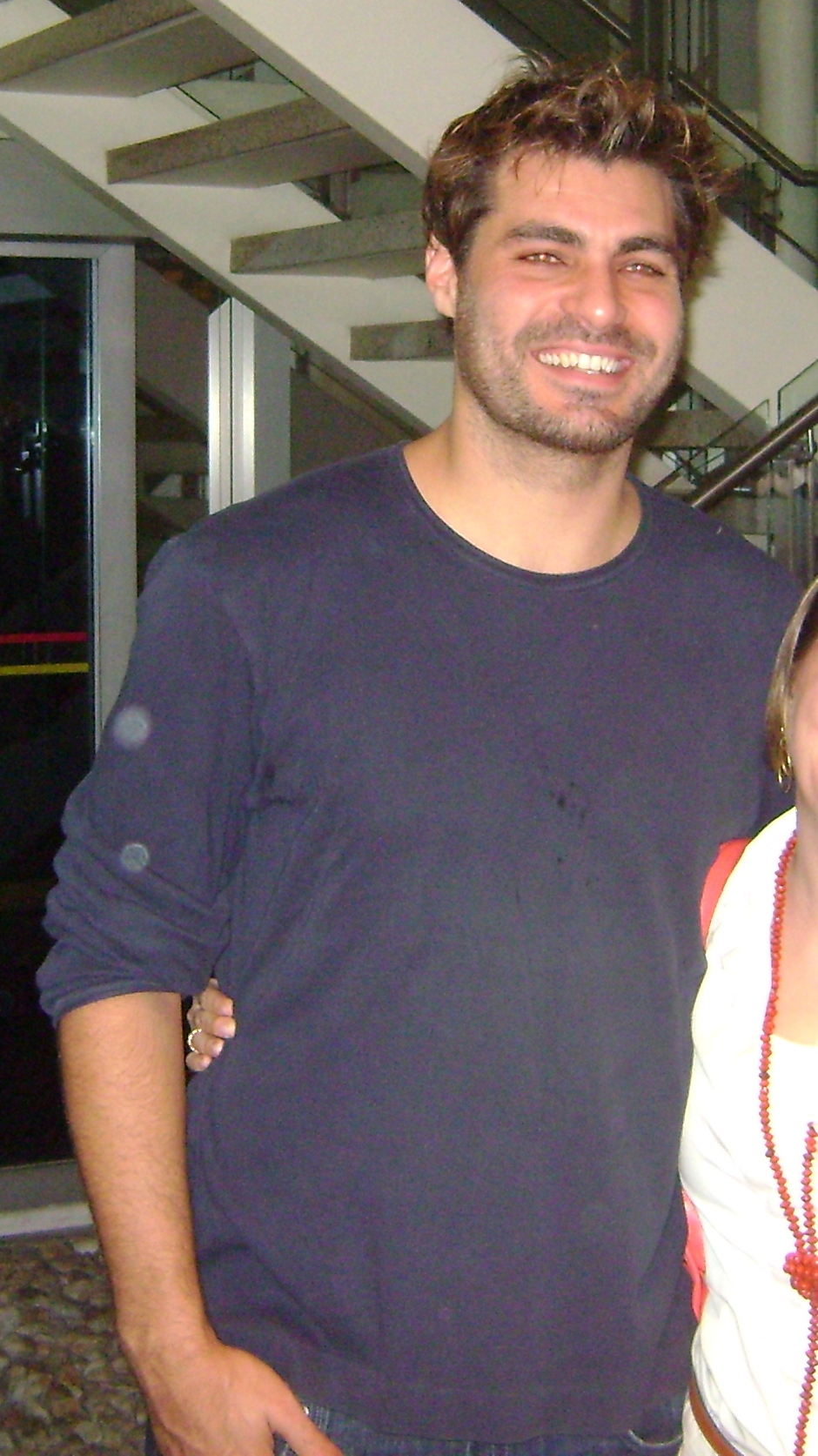
Thiago Lacerda interpretou a Toni.
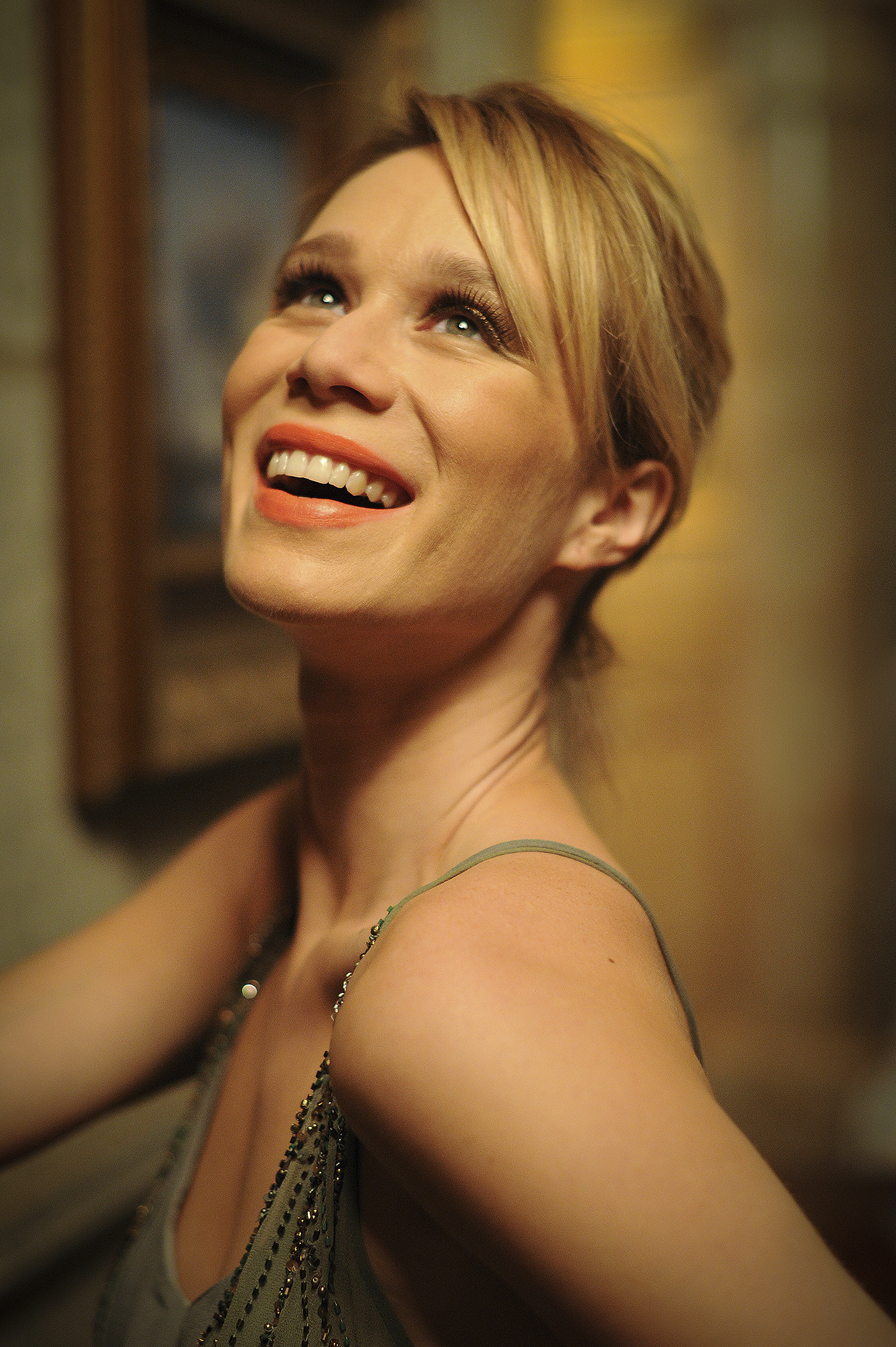
Mariana Ximenes interpretou a la bailarina Aurora.
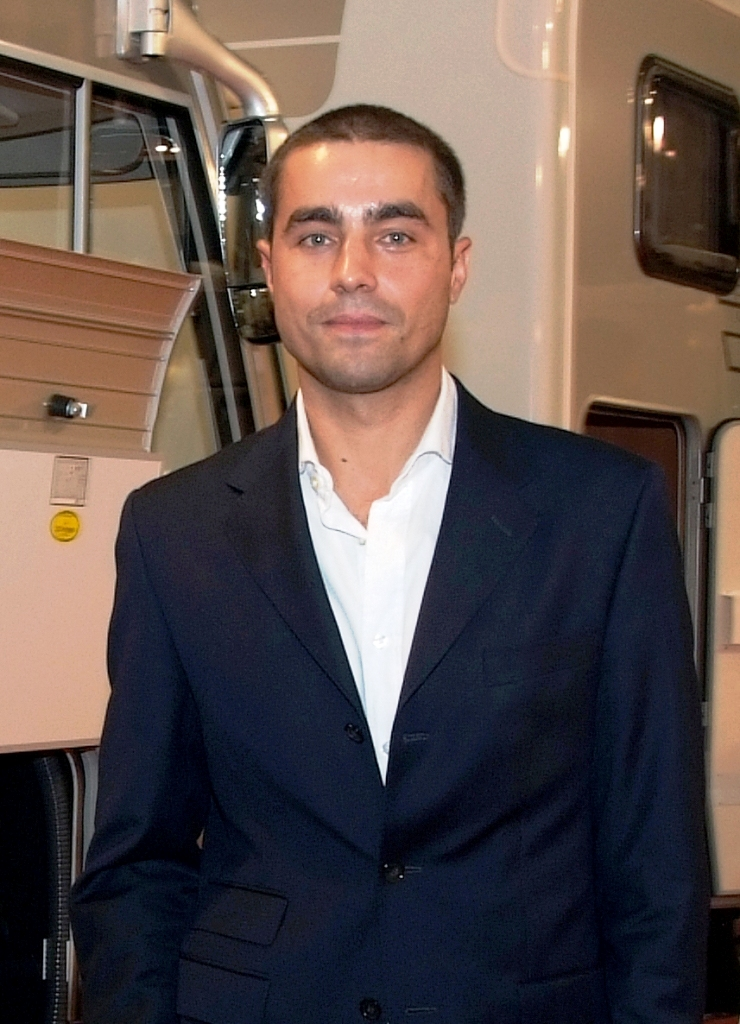
Ricardo Pereira interpretou a Fabrício.

## Premios
| Ano  | Premio             | Categoría        | Indicado                    | Resultado | Referencia                                |
| ---- | ------------------ | ---------------- | --------------------------- | --------- | ----------------------------------------- |
| 2014 | Emmy Internacional | Mejor Telenovela | Duca Rachid e Thelma Guedes | Ganadora  | [ 14 ] [ 15 ] [ 16 ] [ 17 ] [ 18 ] [ 19 ] |

## Emisión
| Transmisiones                      | Transmisiones  | Transmisiones  | Transmisiones            | Transmisiones        | Transmisiones      | Transmisiones |
| País                               | Título         | Cadena(s)      | Primera Emisión          | Última Emisión       | Horario Semanal    | Hora          |
| ---------------------------------- | -------------- | -------------- | ------------------------ | -------------------- | ------------------ | ------------- |
| Bandera de Brasil                  | Joia Rara      | Rede Globo     | 16 de septiembre de 2013 | 4 de abril de 2014   | Lunes a Sábados    | 18:15         |
| Bandera de Santo Tomé y Príncipe   | Joia Rara      | TVS            | 7 de octubre de 2013     | 23 de mayo de 2014   | Lunes a viernes    | 15:30         |
| Bandera de Portugal                | Joia Rara      | Globo Portugal | 15 de septiembre de 2014 | 18 de enero de 2015  | Lunes a Domingos   | 20:00         |
| Bandera de Uruguay                 | Preciosa Perla | Teledoce       | 26 de enero de 2015      | 26 de junio de 2015  | Lunes a viernes    | 19:00         |
| Bandera de Perú                    | Preciosa Perla | ATV            | 3 de junio de 2015       | 8 de febrero de 2016 | Lunes a viernes    | 22:00         |
| Bandera de Estados Unidos          | Preciosa Perla | Telemundo      | 30 de agosto de 2015     | TBA                  | Lunes a viernes    | 12:00         |
| Bandera de Venezuela               | Preciosa perla | TVes           |                          |                      | Lunes a viernes    |               |
| Bandera de Kosovo                  | Perla          | RTV21          | 11 de enero de 2015      | TBA                  | Lunes a miércoles  | 18:00         |
| Bandera de Eslovenia               | Preciosa Perla | Kanal A        | TBA                      |                      | Lunes a jueves     | 16:00         |
| Bandera de Guatemala               | Preciosa Perla | Canal 3        | TBA                      | TBA                  | Lunes a viernes    | 13:00         |
| Bandera de Estonia                 | Perla          | ATV            | 8 de febrero de 2016     | TBA                  | Lunes a miércoles  | 11:00         |
| Bandera de El Salvador             | Preciosa Perla | Canal 4        | 8 de febrero de 2016     | TBA                  | Lunes a viernes    | 6pm           |
| Bandera de Honduras                | Preciosa Perla | Telecadena     | 8 de febrero de 2016     | TBA                  | Lunes a viernes    | 2pm           |
| Bandera de Islandia                | Dýrmætur Perlu | Skjáreinn      | 13 de febrero de 2016    | TBA                  | Sábado y Domingo   | 13:00         |
| Bandera de Noruega                 | Dyrebar Perle  | TV Norge       | 13 de febrero de 2016    | TBA                  | Sábados y domingos | 11:45         |
| Bandera de Dinamarca               | Dyrebar Perle  | Kanal 4        | 13 de febrero de 2016    | TBA                  | Sábado y Domingo   | 11:00         |
| Bandera de Suecia                  | Dyrebar Perle  | Kanal 5        | 13 de febrero de 2015    | TBA                  | Lunes a Domingos   | 20:00         |
| Bandera de Bolivia                 | Preciosa Perla | Red ATB        | 20 de junio de 2016      | 17 de enero de 2017  | Lunes a viernes    | 15:00         |
| Bandera de la República Dominicana | Preciosa Perla | Antena Latina  | 25 de agosto de 2015     | TBA                  | Lunes a viernes    | 20:00         |
| Bandera de Nicaragua               | Preciosa Perla | Canal 2        | Diciembre de 2015        | TBA                  | Lunes a viernes    | 10pm          |
| Bandera de Paraguay                | Preciosa perla | Paravisión     | 4 de enero de 2017       | 13 de junio de 2017  | Lunes a viernes    | 20:00         |